# Spektralbandreplikation

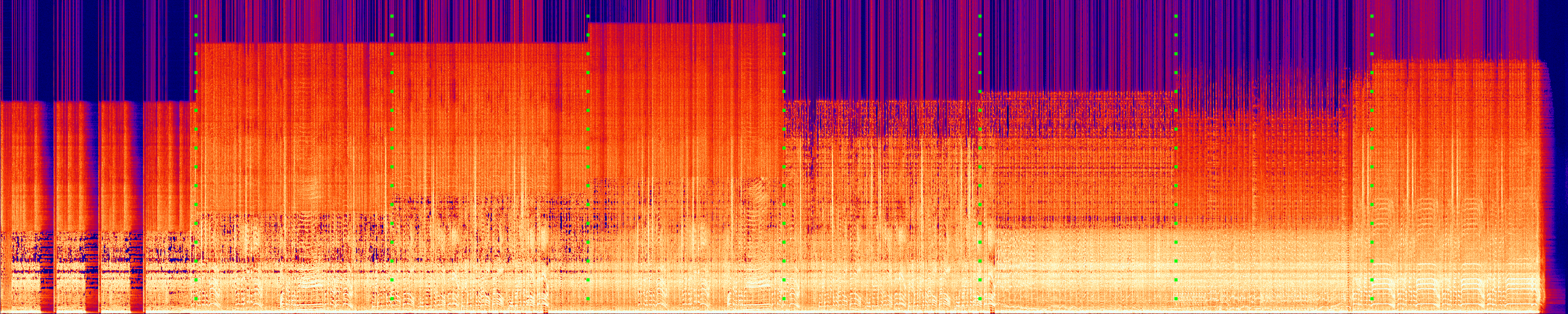
Einsatz von SBR bei AAC: deutliche Unterschiede zwischen replizierten Hoch- und direkt kodierten Niedertönen in der linken Bildhälfte (HE-AAC, ~32–~64 kbit/s) und zu direkt kodiertem Hochtonbereich in rechter Bildhälfte (LC-AAC, ~80–~160 kbit/s).

Spektralbandreplikation (SBR, englisch: Spectral Band Replication) ist ein patentiertes Verfahren parametrischer Audiokodierung der Firma Coding Technologies zur verlustbehafteten Audiodatenkompression.
Es wird benutzt, um Kodierungsverfahren zur verlustbehafteten Komprimierung von Audiodateien bei niedrigen Bitraten (typischerweise 24 kbps bis 64 kbps) eine akzeptable Qualität zu ermöglichen. Dazu werden Frequenzanteile oberhalb einer Grenzfrequenz (zum Beispiel zwischen 4 und 8 kHz) nicht mehr direkt kodiert, sondern mittels Steuersignalen aus direkt kodierten mittleren und tieferen Signalbereichen durch ähnlich klingende Signale regeneriert.
Ermöglicht wird das durch zwei Eigenschaften:
- Das menschliche Gehör wird zu höheren Frequenzen hin immer weniger anspruchsvoll. Zum einen werden Phasenlagen ab etwa 2 kHz nicht mehr erkannt, zum anderen wird der Klangunterschied zwischen Sinustönen und Schmalbandrauschen zu hohen Frequenzen immer geringer.
- Das Spektrum vieler Geräusche hat charakteristische Hüllkurven; zwischen der Hüllkurve im tieffrequenten und hochfrequenten Bereich besteht eine deutliche Korrelation. So werden Obertöne periodisch fortgesetzt, die zeitlichen Hüllkurven von mittelfrequenten und hochfrequenten Tönen sehen meist sehr ähnlich aus.

Zur Synthetisierung des ergänzenden Hochfrequenzsignales wird üblicherweise mit einer frequenztransformierten Repräsentation des Signales gearbeitet. So können die Frequenzbänder auf einfache Weise repliziert werden. Dafür existieren verschiedene Methoden. Bei dem Subband-Verfahren wird für verschiedene Subbänder des zu synthetisierenden Ergänzungssignales passende Abschnitte des dekodierten niederfrequenten Teilsignals ausgewählt und in angepasster Lautstärke zusammengefügt. Der Kodierer ermittelt die Parameter für die Steuerung des Rekonstruktionsprozesses.
Ähnlich wie viele andere Kodierungsverfahren (zum Beispiel Intensitätsstereofonie) ist dieses Kodierungsverfahren für transparente Kodierungen kaum zu verwenden beziehungsweise hinderlich, da das Verfahren seiner Natur nach Signalanteile unabhängig vom entsprechenden Anteil des Ursprungssignales synthetisiert. Der Hauptanwendungsfall liegt im Kodieren von mittleren Datenraten bei mittlerer Qualität.
Als nicht von Patenten belastetes Alternativverfahren wird zum Beispiel bei CELT eine als Frequenzbandfaltung bezeichnete Technik eingesetzt, die ähnliches leisten soll und dabei wesentlich niedrigere Implikationen für die Codeclatenz und die Komplexität (Berechnungsaufwand) hat.

## Beispiele
- Audioformat mp3PRO, 64 kbps, konventionelle Kodierung des Spektralbereichs zwischen 0 und 8 kHz, SBR zwischen 8 und 16 kHz.
- Audioformat MPEG-4 High Efficiency Advanced Audio Coding (HE-AAC, AAC+, AACplus v1, AACplus v2), 32 kbps, konventionelle Kodierung des Spektralbereichs zwischen 0 und 5 kHz, SBR zwischen 5 und 15 kHz.
- Audioformat Enhanced Audio Codec 2.0